# فريجيس هيداس
فريجيس هيداس ولد يوم 25 مايو 1928 وتوفي يوم 7 مارس 2007 كان ملحنا مجريا.
ولد هيداس وتوفي في بودباست، حيث درس التئا في اكاديمية فرانز ليزت للموسيقى مع يانوس فيسكي. بعد دراسته، كان المدير الموسيقي للمسرح الوطني في بودابست من عام 1951 إلى عام 1966، كما شغل نفس الدور في مسرح الأوبريت بالمدينة من عام 1974 إلى عام 1979.